# Prismatomeris connata
Prismatomeris connata là một loài thực vật có hoa trong họ Thiến thảo. Loài này được Y.Z.Ruan miêu tả khoa học đầu tiên năm 1988.